# Inō Kanori
Inō Kanori est un nom japonais traditionnel ; le nom de famille (ou le nom d'école), Inō, précède donc le prénom (ou le nom d'artiste).
Pour les articles homonymes, voir Ino (homonymie).
Inō Kanori (伊能 嘉矩), 11 juin 1867 - 30 septembre 1925, né à Tōno dans l'actuelle préfecture d'Iwate, est un anthropologue et folkloriste japonais connu pour son étude des autochtones de Taïwan. Il est le premier à classer les tribus aborigènes en plusieurs groupes à la place de la classification traditionnelle qui de façon imprécise reconnaît ces aborigènes uniquement selon la distinction « cuit/domestiqué » (熟番) ou « brut/sauvage » (生番). Il est également connu pour ses recherches sur le dialecte et l'histoire populaire de la région de sa ville natale. À ce titre, il a été un pionnier de l'étude du folklore de Tōno.
Dans son ouvrage The Island of Formosa (1903), James W. Davidson (en), ancien consul américain à Formose, présente le premier compte-rendu de langue anglaise des aborigènes de l'île, présentation presque entièrement fondée sur le travail recueilli sur plusieurs années d'études par Inō, la première autorité sur le sujet à l'époque. Dans son livre, Davidson présente la formalisation de Inō des huit tribus aborigènes taiwanaises : les Atayal, les Bunun, les Tsou, les Rukai, les Paiwan, les Puyuma, les Amis et les Pepo (en).

## Source de la traduction
- (en) Cet article est partiellement ou en totalité issu de l’article de Wikipédia en anglais intitulé « Kanori Ino » (voir la liste des auteurs).